# Tápé

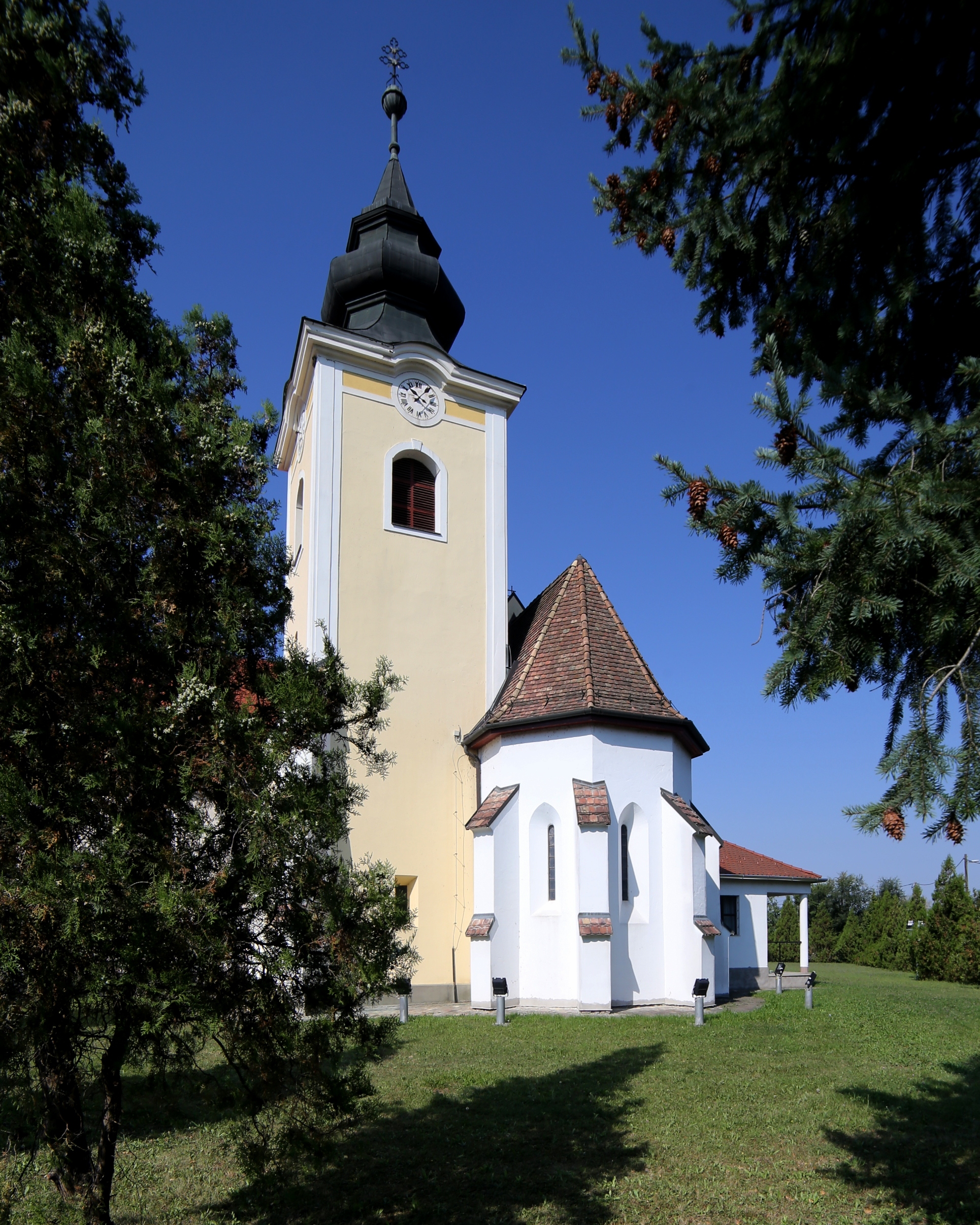
Tápé római katolikus templom tornya és középkori eredetű kápolnája

Tápé egykori község Csongrád-Csanád vármegyében, ma Szeged városrésze.

## Fekvése
Tápé a mai város legkeletibb belterületi városrésze, a Tisza jobb parti oldalán, a Körtöltésen kívül. Központján a 4412-es út vezet végig, amely a Szilléri sugárútnál csatlakozik a Nagykörúthoz. 2013-ig itt komp is üzemelt a Tiszán, amely összeköttetést biztosított a túlparton fekvő Tápairét külterületi városrész, továbbá Maroslele, Makó és a 4413-as úton keresztül Rákóczitelep felé. Miután a kompot leállították, azóta ezek a túlparti települések és településrészek csak az M43-as autópályán keresztül érhetők el.

## Nevének eredete
Kiss Lajos szerint a név török eredetű, és talán a Tápió folyóhoz köthető: vö.: ótörök tapay uduy ’szolgálat, tisztelet’; ujgur tapay 'ua.'

## Története
Tápé Árpád-kori település volt, nevét már 1138-ban említette oklevél Tapai néven.
Részben várföld, részben hercegi birtok volt. A tatárjárás után elnéptelenedett várföldet  IV. Béla király a szegedi telepeseknek adta a Vártó nevű halastóval együtt, amely a tatárok által legyilkolt Csupor nemzetség (Chupur) tagjainak birtoka volt.
Tápé 1973-ig Csongrád megye Szegedi járásához tartozott, 1973-ban csatolták Szegedhez.

## Tápé a szépirodalomban
- A település a címadó helyszíne Radnóti Miklós Tápé, öreg este című versének, valamint Juhász Gyula Tápai lagzi c. versének.

## Híres emberek
- Itt alkotott Dorogi Imre, Heller Ödön és Nyilasy Sándor festőművész.
- Itt született Kozma Mihály (1949), magyar válogatott, olimpiai ezüstérmes labdarúgó.